# Leuconotopicus fumigatus
Leuconotopicus fumigatus е вид птица от семейство Picidae. Видът е незастрашен от изчезване.

## Разпространение
Разпространен е в Аржентина, Белиз, Боливия, Колумбия, Коста Рика, Еквадор, Салвадор, Гватемала, Хондурас, Мексико, Никарагуа, Панама, Перу и Венецуела.